# Жупанија
Жупанија је назив за административно-територијалну јединицу на чијем челу се налази жупан.
Претеча оваквог територијално-политичког организовања биле су средњовековне словенске „жупе“, а средњовековна Краљевина Угарска је жупанијску територијалну организацију такође преузела од локалних Словена. Након пада средњовековне Угарске, жупанијска територијална организација је постојала и у хабзбуршкој Краљевини Угарској (која је укључивала и Хрватску) и у вазалној османској Кнежевини Трансилванији, а касније, након 1918. године, и у Краљевству СХС и независној Краљевини Мађарској. Током Другог светског рата, Независна Држава Хрватска је била подељена у „велике жупе”. Данас жупанијска територијална организација постоји у Хрватској и Мађарској, док Хрвати у БиХ кантоне Федерације БиХ такође називају „жупанијама”.